# Pararhophites quadratus
Pararhophites quadratus is een vliesvleugelig insect uit de familie Megachilidae. De wetenschappelijke naam van de soort is voor het eerst geldig gepubliceerd in 1898 door Friese.